# Hexurella rupicola
Hexurella rupicola is een spinnensoort uit de familie Hexurellidae. De soort komt voor in de Verenigde Staten.